# Spheniscus mulzoni
Spheniscus mulzoni är en utdöd fågel i familjen pingviner inom ordningen pingvinfåglar. Den beskrevs 2007 utifrån fossila lämningar från miocen funna i Peru.